# سفارة كوريا الشمالية في البرازيل
سفارة كوريا الشمالية في البرازيل هي أرفع تمثيل دبلوماسي لدولة كوريا الشمالية لدى البرازيل. تقع السفارة في برازيليا وهي تهدف لتعزيز المصالح الكورية شمالية في البرازيل.

## وصلات خارجية
- قائمة سفارات كوريا الشمالية
- قائمة السفارات في البرازيل